# Tephrosia stricta
Tephrosia stricta là một loài thực vật có hoa trong họ Đậu. Loài này được (L.f.) Pers. miêu tả khoa học đầu tiên.